# ГЕС Лубуге
ГЕС Лубуге (鲁布革水电站) — гідроелектростанція на півдні Китаю у провінції Юньнань. Знаходячись після ГЕС Lǎojiāngdǐ, становить нижній ступінь каскаду на річці Хуанні, лівій притоці Наньпан, яка через Hongshui, Qian та Xun належать до річкової системи Сіцзян (завершується в затоці Південнокитайського моря між Гуанчжоу та Гонконгом).
У межах проєкту річку перекрили кам'яно-накидною греблею із земляним ядром висотою 104 метри, довжиною 217 метрів та товщиною по гребеню 10 метрів. Вона утримує витягнуте по долині Huangni на 19,7 км водосховище з об'ємом 122 млн м3 (під час повені, максимальний об'єм у звичайних умовах — 111 млн м3), в тому числі корисний об'єм 74 млн м3. Рівень поверхні цієї водойми в операційному режимі може коливатись між позначками 1105 та 1130 метрів НРМ.
Зі сховища під лівобережним гірським масивом прокладений дериваційний тунель довжиною 9,4 км з діаметром 8 метрів, який переходить у два напірні водоводи довжиною по 0,47 км з діаметрами 4,6 метра, котрі далі розгалужуються на чотири з діаметрами по 3,2 метра. Крім того, в системі працює вирівнювальний резервуар з верхньою камерою висотою 64 метри та діаметром 13 метрів.
Споруджений у підземному виконанні машинний зал має розміри 125х18 метрів при висоті 39 метрів. Він обладнаний чотирма турбінами типу Френсіс потужністю по 150 МВт, які використовують напір від 295 до 373 метрів (номінальний напір 328 метрів). За рік гідроагрегати повинні забезпечувати виробітку 2849 млн кВт-год електроенергії.
Видача продукції відбувається по ЛЕП, розрахованих на роботу під напругою 110 кВ та 220 кВ.